# Le Mas-de-Tence
Le Mas-de-Tence är en kommun i departementet Haute-Loire i regionen Auvergne-Rhône-Alpes i centrala Frankrike. Kommunen ligger i kantonen Tence som tillhör arrondissementet Yssingeaux. År 2022 hade Le Mas-de-Tence 157 invånare.

## Befolkningsutveckling
Antalet invånare i kommunen Le Mas-de-Tence
| Referens: INSEE |